# Uru-eu-uau-uaus
Os Uru-Eu-Wau-Wau (também grafado Uru-eu-uau-uaus), autodenominados  Jupaú,  constituem um povo indígena falante da língua Kawahib e presente no norte do estado brasileiro de Rondônia, mais precisamente na Terra Indígena Uru-Eu-Wau-Wau.
A população da Terra Indígena Uru-Eu-Wau-Wau é composta por vários grupos  -além dos Uru-Eu-Wau-Wau -, tais como os Amondawa e os Urupain, havendo também grupos isolados, como os Parakuara e os Jurureís, assim como dois outros grupos cujos nomes são desconhecidos - um deles no sudoeste, no médio do rio Cautário, e outro no centro da mesma Terra Indígena, no igarapé Água Branca. A denominação "Uru-eu-wau-wau" foi dada aos Jupaú pelos índios Oro Wari'.
Trata-se de uma população muito jovem, já que os mais velhos morreram nos primeiros contatos com os não índios, nos anos 1980. Muito de suas tradições foram esquecidas, embora ainda pratiquem a caça e a pesca com arco e flecha como seus antepassados.  
Os primeiros contatos da FUNAI com os Uru-Eu-Wau-Wau foram conduzidos por Apoena Meireles. À época, a população era de mais de
800 índios, que eram essencialmente nômades. Sua quase extinção deveu-se à invasão de suas terras por não índios, que trouxeram consigo doenças como a malária. Houve também muitos assassinatos durante a invasão. Atualmente, a população se estabilizou e começa a se recuperar. Hoje possuem roças fartas para a alimentação e gozam de condições sanitárias mais favoráveis.
O povo Amondawa, que também vive na Terra Indígena Uru-eu-uau-uau, antigamente andava com os Uru-Eu-Wau-Wau, mas houve desentendimentos, culminado na separação, e os Amondawa constituíram um outro grupo.